# Eurovision Song Contest 1984
Il ventinovesimo Eurovision Song Contest si tenne presso il Théâtre Municipal di Lussemburgo, capitale dell'omonimo Granducato, il 5 maggio 1984.

## Storia
La Grecia si è ritirata su iniziativa di ERT (l'emittente televisiva greca) mentre Israele, a causa dello Yom HaZikaron, decise di non partecipare all'edizione del 1984. Inoltre era previsto il debutto dell'Islanda, ma a causa della mancanza di fondi il paese ha rinunciato.
La Svezia ha vinto il concorso con l'allegra Diggi-loo diggi-ley, eseguita dagli Herreys.
La canzone della rappresentante irlandese, Linda Martin (che vincerà l'edizione del 1992) è stata scritta dal plurivincitore dell'ESC, Johnny Logan, sotto il suo vero nome: Seán Sherrard. L'Italia è rappresentata da Alice e Franco Battiato che, con il brano I Treni di Tozeur, arriveranno quinti.

## Stati partecipanti

Stati partecipanti
Paesi che hanno partecipato in passato ma non nel 1984

Stati partecipanti
     Paesi che hanno partecipato in passato ma non nel 1984
| Stato                       | Artista                    | Brano                              | Lingua       | Processo di selezione                          |
| --------------------------- | -------------------------- | ---------------------------------- | ------------ | ---------------------------------------------- |
| Austria                     | Anita                      | Einfach weg                        | Tedesco      | Finale nazionale, 22 marzo 1984                |
| Belgio                      | Jacques Zegers             | Avanti la vie                      | Francese     | Eurosong 1984, 2 marzo 1984                    |
| Cipro                       | Andy Paul                  | Anna Maria Lena                    | Greco        | Finale nazionale                               |
| Danimarca                   | Hot Eyes                   | Det' lige det                      | Danese       | Dansk Melodi Grand Prix 1984, 18 febbraio 1984 |
| Finlandia                   | Kirka                      | Hengaillaan                        | Finlandese   | Euroviisukarsinta 1984, 18 febbraio 1984       |
| Francia                     | Annick Thoumazeau          | Autant d'amoureux que d'étoiles    | Francese     | Finale nazionale, 25 marzo 1984                |
| Germania Ovest              | Mary Roos                  | Aufrecht geh'n                     | Tedesco      | Ein Lied für Luxemburg, 29 marzo 1984          |
| Irlanda                     | Linda Martin               | Terminal 3                         | Inglese      | National Song Contest 1984, 31 marzo 1984      |
| Italia                      | Alice & Franco Battiato    | I treni di Tozeur                  | Italiano     | Interno                                        |
| Jugoslavia                  | Vlado & Isolda             | Ciao, amore                        | Serbo-croato | Jugovizija 1984, 23 marzo 1984                 |
| Lussemburgo (organizzatore) | Sophie Carle               | 100% d'amour                       | Francese     | Interno                                        |
| Norvegia                    | Dollie de Luxe             | Lenge leve livet                   | Norvegese    | Melodi Grand Prix 1984, 7 aprile 1984          |
| Paesi Bassi                 | Maribelle                  | Ik hou van jou                     | Olandese     | Nationaal Songfestival 1984, 14 marzo 1984     |
| Portogallo                  | Maria Guinot               | Silêncio e tanta gente             | Portoghese   | Festival da Canção 1984, 7 marzo 1984          |
| Regno Unito                 | Belle and the Devotions    | Love Games                         | Inglese      | A Song For Europe 1984, 4 aprile 1984          |
| Spagna                      | Bravo                      | Lady, Lady                         | Spagnolo     | Interno                                        |
| Svezia                      | Herreys                    | Diggi-Loo Diggi-Ley                | Svedese      | Melodifestivalen 1984, 25 febbraio 1984        |
| Svizzera                    | Rainy Day                  | Welche Farbe hat der Sonnenschein? | Tedesco      | Concours Eurovision 1984, 4 febbraio 1984      |
| Turchia                     | Beş Yıl Önce, On Yıl Sonra | Halay                              | Turco        | Finale nazionale, 25 febbraio 1984             |

## Orchestra
Diretta dai maestri: Selçuk Basar (Turchia), Pierre Cao (Cipro e Germania), Jo Carlier (Belgio), John Coleman (Regno Unito), Mato Dosen (Jugoslavia), Eddy Guerin (Spagna), Curt-Eric Holmquist (Svezia), Noel Kelehan (Irlanda), Henrik Krogsgård (Danimarca), Sigurd Jansen (Norvegia), Pedro Osório (Portogallo), Richard Österreicher (Austria), Giusto Pio (Italia), François Rauber (Francia), Mario Robbiani (Svizzera), Ossi Runne (Finlandia), Pascal Stive (Lussemburgo) e Rogier van Otterloo (Paesi Bassi).

## Classifica
| N° | Stato          | Cantante                   | Canzone                            | Punti | Posizione |
| -- | -------------- | -------------------------- | ---------------------------------- | ----- | --------- |
| 1  | Svezia         | Herreys                    | Diggi-Loo Diggi-Ley                | 145   | 1         |
| 2  | Lussemburgo    | Sophie Carle               | 100% d'amour                       | 39    | 10        |
| 3  | Francia        | Annick Thoumazeau          | Autant d'amoureux que d'étoiles    | 61    | 8         |
| 4  | Spagna         | Bravo                      | Lady, Lady                         | 106   | 3         |
| 5  | Norvegia       | Dollie de Luxe             | Lenge leve livet                   | 29    | 17        |
| 6  | Regno Unito    | Belle and the Devotions    | Love Games                         | 63    | 7         |
| 7  | Cipro          | Andy Paul                  | Anna Maria Lena                    | 31    | 15        |
| 8  | Belgio         | Jacques Zegers             | Avanti la vie                      | 70    | 5         |
| 9  | Irlanda        | Linda Martin               | Terminal 3                         | 137   | 2         |
| 10 | Danimarca      | Hot Eyes                   | Det' lige det                      | 101   | 4         |
| 11 | Paesi Bassi    | Maribelle                  | Ik hou van jou                     | 34    | 13        |
| 12 | Jugoslavia     | Izolda & Vlado             | Ciao Amore                         | 26    | 18        |
| 13 | Austria        | Anita                      | Einfach weg                        | 5     | 19        |
| 14 | Germania Ovest | Mary Roos                  | Aufrecht geh'n                     | 34    | 13        |
| 15 | Turchia        | Beş Yıl Önce, On Yıl Sonra | Halay                              | 37    | 12        |
| 16 | Finlandia      | Kirka                      | Hengaillaan                        | 46    | 9         |
| 17 | Svizzera       | Rainy Day                  | Welche Farbe hat der Sonnenschein? | 30    | 16        |
| 18 | Italia         | Alice & Franco Battiato    | I treni di Tozeur                  | 70    | 5         |
| 19 | Portogallo     | Maria Guinot               | Silêncio e tanta gente             | 38    | 11        |

12 punti
| N. | A         | Da                                           |
| -- | --------- | -------------------------------------------- |
| 5  | Svezia    | Austria, Cipro, Danimarca, Germania, Irlanda |
| 4  | Irlanda   | Belgio, Italia, Svezia, Svizzera             |
| 2  | Belgio    | Francia, Lussemburgo                         |
| 2  | Danimarca | Norvegia, Regno Unito                        |
| 2  | Italia    | Spagna, Finlandia                            |
| 2  | Spagna    | Portogallo, Turchia                          |
| 1  | Cipro     | Jugoslavia                                   |
| 1  | Francia   | Paesi Bassi                                  |